# Клёновский сельский округ
Клёновский сельский округ — упразднённая административно-территориальная единица, существовавшая на территории Подольского района Московской области в 1994—2006 годах.
Клёновский сельсовет был образован в первые годы советской власти. По данным 1919 года он входил в состав Клёновской волости Подольского уезда Московской губернии.
В 1926 году Клёновский с/с включал село Клёново и деревню Киселёво, а также Клёновскую больницу и совхоз Клёново.
В 1929 году Клёновский сельсовет вошёл в состав Подольского района Московского округа Московской области. При этом к нему был присоединён Давыдовский с/с.
17 июля 1939 года к Клёновскому с/с был присоединён Сальковский с/с (селения Сальково, Свитино и Чегодаево). Одновременно из Клёновского с/с селение Дубовка было передано в Лукошкинский сельсовет, а Киселёво — в Сатинский с/с.
14 июня 1954 года к Клёновскому с/с были присоединены Жоховский, Лукошкинский и Мавринский с/с.
10 ноября 1954 года из Краснопахорского с/с Калининского района в Клёновский с/с было передано селение Товарищево.
2 июля 1959 года из Ходаевского с/с Серпуховского района в Клёновский с/с были переданы селения Канищево и Чернецкое.
1 февраля 1963 года Подольский район был упразднён и Клёновский с/с вошёл в Ленинский сельский район. 11 января 1965 года Клёновский с/с был возвращён в восстановленный Подольский район.
19 марта 1982 года из Щаповского с/с в Клёновский были переданы селения Акулово и Киселёво.
22 января 1987 года в Клёновском с/с были упразднены селения Никулино и Подзолово.
3 февраля 1994 года Клёновский с/с был преобразован в Клёновский сельский округ.
В ходе муниципальной реформы 2004—2005 годов Клёновский сельский округ прекратил своё существование как муниципальная единица. При этом все его населённые пункты были переданы в сельское поселение Клёновское.
29 ноября 2006 года Клёновский сельский округ исключён из учётных данных административно-территориальных и территориальных единиц Московской области.